# Pentatlo naval
O Pentatlo Naval (Naval Pentathlon) é um esporte tipicamente militar, praticado por ambos os sexos, onde os atletas precisam cumprir 5 provas que simulam as atividades militares da Marinha de guerra. As modalidades praticadas no Pentatlo Naval não se confundem com do Pentatlo Moderno (disputado nas Olimpíadas), do Pentatlo Militar e do Pentatlo Aeronáutico. 
Na competição - regulada pelo Conselho Internacional do Esporte Militar - CISM e dividida normalmente em 4 dias — as equipes, compostas de 5 atletas militares masculinos ou 3 atletas militares femininos, precisam cumprir todos os requisitos da prova no menor tempo possível para obter maior pontuação em cada modalidade. Requisitos não cumpridos são penalizados com perda de pontos. Todos os atletas da equipe cumprem todas as 5 modalidades e somam pontos, excluindo o atleta com menor pontuação. Vence a equipe com mais pontos somados. Há também a premiação individual. 

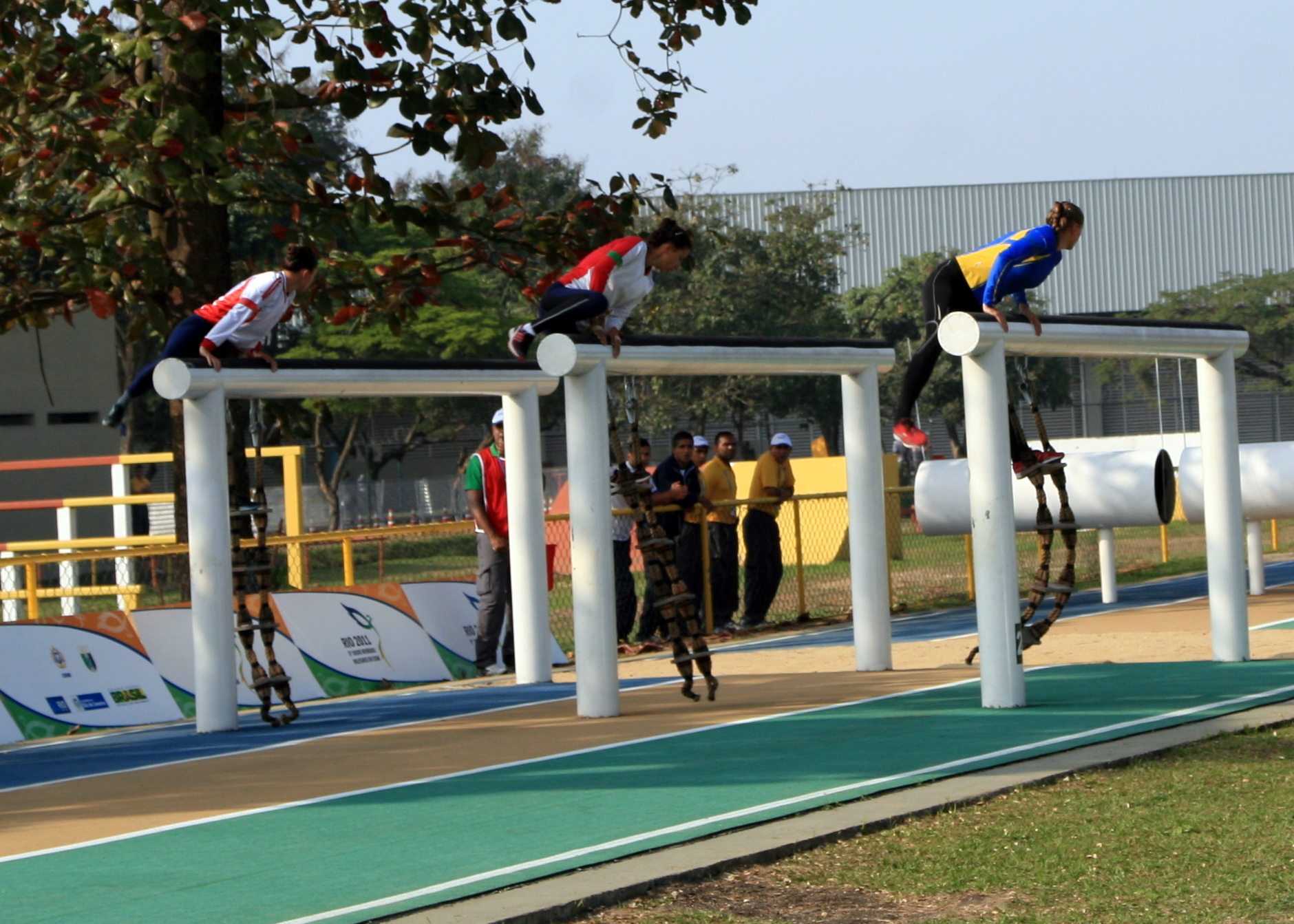
Pista de Obstáculos do Pentatlo Naval no Rio de Janeiro 2011

O Pentatlo Naval é constituído por cinco eventos:
- Pista de Obstáculos,
- Natação de Salvamento,
- Natação Utilitária,
- Habilidades Navais e
- Cross Country Anfíbio.

No primeiro dia de competição, os pentatletas navais precisam cumprir uma Pista de Obstáculos com percurso de 305 metros e 10 obstáculos (masculino) ou 280 metros e 9 obstáculos (feminino), onde são simuladas várias situações do dia-a-dia dos marinheiros e fuzileiros navais.
No segundo dia de competição, normalmente acontecem as provas de natação. São elas a Natação de Salvamento e a Natação Utilitária. Na primeira, os atletas simulam um resgate na piscina. O atleta masculino precisa cumprir 50m nadando com vestimentas, em seguida retirá-las e buscar um boneco na profundidade de 4m. E ainda transportá-lo por mais 25m. No feminino as atletas não usam as vestimentas. Na segunda prova de natação, os atletas precisam ter fôlego para passar por uma série de obstáculos ao longo de 125m usando nadadeiras.
No terceiro dia de competição acontece a prova de Habilidades Navais que inclui no masculino, trabalho na guindola (tábua suspensa por corda, que leva o marinheiro ao topo do mastro) além de lançamento de retinida, confecção de nó marinheiro, remo em ziguezague e manejo com peças metálicas típicas utilizadas em navios.
Por fim, é a vez do Cross Country Anfíbio, composto de corrida de 2.400m feito com vestimenta e um fuzil com bandoleira para os homens, intercalada com tiro de rifle calibre 22 a uma distância de 50 metros, remada de 100 metros em bote pneumático e lançamento, com precisão, de granada (sem detonação) ao nível do mar.

## História
O esporte tipicamente militar foi inventado em 1949, quando integrantes do setor de esportes da Marinha Italiana, preocupados com a aptidão física de seus marinheiros, sentiram a necessidade de um cuidado maior com as tripulações embarcadas. A partir daí, foi estabelecido um programa de treinamento. Em 1951, conseguiram reunir em uma competição as cinco provas de técnica naval. Seu orientador, o Capitão Giuseppe Vocaturo, propôs ao CISM que a adotasse, já que, a esta altura, já existiam o Pentatlo Militar e o Aeronáutico
A primeira competição de Pentatlo Naval foi realizada em 1954, em Leghorn. Mas o Brasil iniciou-se na modalidade esportiva somente em 1963. A partir de 1965, deu-se sua estréia em competições que acontecem anualmente. Desde então, participa de quase todas as edições. 
O Brasil é Tetracampeão Mundial de Pentatlo Naval, em 1967, 1972, 1986 e 2015 na categoria masculina.

## O Pentatlo Naval brasileiro
Todas as modalidades do Pentatlo Naval são praticado no Centro de Educação Física Almirante Adalberto Nunes (CEFAN) localizado no Rio de Janeiro.   
Desde 2011 o Brasil tem se destacado no cenário mundial subindo no pódio em todas as competições que participou. Formado somente por militares de carreira no masculino, é a chamada geração de ouro do esporte militar brasileiro. No feminino a equipe é formada por atletas RM2 e não há atletas de carreira ainda.   
Em 2019 foi inaugurada em Brasilia uma segunda Pista de Obstáculos para formação de novos atletas.  